# Гаклендер, Фридрих Вильгельм фон
Фридрих Вильгельм фон Гаклендер (нем. Friedrich Wilhelm Hackländer; 1 ноября 1816, Буртшайд, Ахен, Германия — 6 июля 1877, Леони, Берг на озере Штарнбергер-Зе, Бавария, Германия) — немецкий писатель XIX века. Большую часть жизни провёл в Штутгарте.

## Биография
Фридрих Вильгельм Гаклендер родился в 1816 году около западнонемецкого города Аахена.
В начале самостоятельной жизни будущий писатель попытался заняться коммерцией, но затем поступил на военную службу.
В 1840 году Гаклендер поселился в Штутгарте и начал писать, в 1841 году были изданы его рассказы «Vier Könige» и «Bilder aus dem Soldatenleben», привлёкцие внимание читателей.
Попутешествовав по востоку, Гаклендер собрал материал для сборника восточных сказок и преданий «Pilgerzug nach Mekka», опубликованный в Штутгарте в 1847 году и переизданный в 1881 году. Там же в 1842 году вышел его сборник «Daguerrotypen» (2 издание вышло в 1846 году под заглавием «Reise in dem Orient»).
В 1843 году Гаклендер сопровождал вюртембергского кронпринца в путешествиях по Италии, Сицилии, северной Германии, Бельгии и в Петербург.
В 1849 году Гаклендер жил в главной квартире Радецкого.
В 1850 году опубликована комедия Geheimer Agent.
В 1854 году в Штутгарте был издан сатирический роман Еuropäisches Sclavenleben.
в 1859 году Гаклендер был назначен заведующим королевскими дворцами в Вюртемберге и в том же году участвовал в военных действий во время сражения при Сольферино.
В 1859 году Гаклендер основал известный иллюстрированный журнал «Über Land und Meer».
Ф. В. Гаклендер умер в 1877 году.

## Вклад в культуру
Главное достоинство Гаклендера как писателя — его большое знание жизни и людей. Большинство немецких критиков ставят его в один ряд с Диккенсом и Теккереем.
Юмор в большинстве произведениях Гаклендера носит совершенно безобидный характер. Только в романе «Еuropäisches Sclavenleben», опубликованном в Штутгарте в 1854 году, автор выступил в роли сатирика-моралиста.
Гаклендер писал и комедии, из которых большим успехом публики пользовалась «Geheimer Agent» (вышла в 1850 году).
Полное собрание сочинений Гаклендера, изданное в Штутгарте в 1863—1874 и 1874—1876 годах, включает 60 томов.
В Штутгарте в 1881—1882 годах изданы его Избранные сочинения в 20 томах.
Неполная автобиография Гаклендера была опубликована посмертно, в 1878 году под заглавием «Der Roman meines Lebens» в Штутгарте.